# Sofie Rubbrecht
Sofie Rubbrecht (Lommel, 27 juni 1995) is een Belgisch gymnaste, actief in het tumbling.

## Levensloop
Rubbrecht was tijdens haar jeugd actief in het triatlon. Ze is aangesloten bij Gymflex uit Mechelen.
Ze behaalde eenmaal zilver op een wereldkampioenschap (2021) en eenmaal brons op een Europees kampioenschap (2022) in het teamevent in het tumbling. Op het WK van 2021 te Bakoe vormde ze een team met Laura Vandevoorde, Tachina Peeters en Louise Van Regenmortel. Op het EK van 2022 te Rimini maakte ze samen met Laura Vandevoorde, Tachina Peeters en Evi Milh deel uit van de Belgische equipe.